# Laguna del Sauce
La laguna del Sauce (laguna del Salice in italiano) è una laguna situata lungo la costa atlantica dell'Uruguay in Sudamerica. Incluso nel dipartimento di Maldonado, lo specchio d'acqua dista circa 15 chilometri della celebre località balneare di Punta del Este.